# デルタ州

デルタ州
Delta State州の愛称: 大きな心

デルタ州 (デルタしゅう、英語：Delta State) は、ナイジェリアの南部（伝統的区分では西部あるいは中西部）ニジェール・デルタの右岸の州。州都はアサバ (Asaba)。
伝統的なベニン王国の南部にあたる地域でイツェキリ、ウロボ、イジョ等が主要な民族である。
1991年に旧ベンデル州の南東部が分割され設置された。
ニジェール川上流にコギ州、対岸にアナンブラ州、リバーズ州、バイエルサ州、西にオンド州と接し、南西はベニン湾に面する。
最大都市はワリ。
デルタ州には25の地方行政区が置かれている。石油産出州の一つでシェルとシェブロンが操業している。

## 著名人
- ンゴジ・オコンジョ・イウェアラ(Ngozi Okonjo-Iweala)(1954年～)：財務大臣(2003年～2006年/2011年～2015年)。世界銀行副総裁(2007年～2011年)。
- ベン・オクリ(Ben Okri)(1959年～)：小説家、詩人。代表作：「満たされぬ道」。
- オーガスティン・オコチャ(Augustine Okocha)(1973年～)：元サッカーナイジェリア代表。